# Púrpura trombocitopênica trombótica
A púrpura trombocitopênica trombótica (português brasileiro) ou púrpura trombocitopénica trombótica (português europeu) (PTT) é uma doença hematológica grave, de curso clínico fulminante, considerada emergência médica.
Caracteriza-se pela microangiopatia (doença dos pequenos vasos, os capilares) e aumento da agregação plaquetária. O diagnóstico clínico baseia-se na seguinte pêntade clássica:
- Anemia hemolítica microangiopática
- Trombocitopenia acentuada
- Acometimento neurológico
- Disfunção renal
- Febre

Ocorre devido ao aumento da agregação plaquetária, formando trombos os quais fazem com que os eritrócitos circulantes sejam lisados, ocasionando uma anemia hemolítica. A formação desses trombos faz com que diminua o fluxo sanguíneo ocasionando problemas neurológicos.
Raramente, a PTT pode ser causada por gravidez. 
O tratamento é baseado num procedimento hemoterápico denominado plasmaferese.